# 林胡
林胡，又称林人、儋林，字面意義為居住於森林中的胡人。在东周的战国时期，由遊牧民族建立的部落國家，被歸類為西戎，之後被趙國擊敗後滅國，其土地被併入趙國，一部份林胡部落人民，加入匈奴部落聯盟，成為匈奴的前身。
在东周的战国时期，北方游牧民族主要勢力有林胡和楼烦。晉文公时，林胡活动于晉國以北（今山西省北部），西与楼烦为邻。後來林胡一度從晉北向东迁至燕北（河北北部）。趙武灵王時，趙國軍力強大，“北破林胡、楼烦”，並设置雲中、雁门，代三郡，如此一來林胡被趕到鄂尔多斯高原东部。後來林胡又被李牧以奇陣所擊敗，單于逃亡，從此林胡在中國古代文獻中消失。
至蒙古帝国興起時，其下所屬部落中，有被稱為林中居民的槐因亦兒堅人（hoi-yin irgen），居於貝加爾湖一帶，其後代為布里亚特人。
唐朝张谓《同孙构免官后登蓟楼》诗：“犹希虏尘动，更取林胡帐。”

## 現代考證
清朝記載的兀者，可能是林胡的後代。
中華民國學者蒙文通認為，林胡源自貉族。